# BioWare
BioWare Corp. is een Canadese computerspelontwikkelaar opgericht in 1995 door de pas afgestudeerde artsen Ray Muzyka, Greg Zeschuk en Augustine Yip. Bioware is in bezit van het Amerikaanse bedrijf Electronic Arts. Het bedrijf is gespecialiseerd in computerrollenspellen (RPG's) en is bekend geworden door het uitbrengen van Baldur's Gate, Neverwinter Nights en Star Wars: Knights of the Old Republic. Het bedrijf heeft daarna verschillende computerspellen gemaakt gebaseerd op Jade Empire, de Mass Effect-serie en de Dragon Age-serie. In 2012 bracht Bioware zijn eerste massively multiplayer online role-playing game (MMORPG) uit, Star Wars: The Old Republic.

## Geschiedenis

### 1990: Shattered Steel en Dungeons & Dragons' Baldur's Gate
Bioware werd opgericht in 1995 door Ray Muzyka, Greg Zuschuk, Trent Oster, Brent Oster, Marcel Zeschulk en Augustine Yip. De drie artsen (Muzayka, Zeschulk, Yip) waren toen pas geslaagd aan de Universiteit van Alberta, deden wat programmering voor de medische school en speelden videospellen in hun vrije tijd. Na verloop van tijd besloten ze er zelf een te maken. Hun successen in het medische veld voorzagen hen van de nodige middelen om een videospelbedrijf te kunnen starten. Om hun eerste game te kunnen maken, voegden ze hun financiële middelen samen, wat resulteerde in een kapitaal van $100.000.
Hun eerste spel, Shattered Steel, begon als conceptdemo. Deze demo was aan tien ontwikkelaars gegeven, hiervan kwamen er zeven terug met een aanbod. De overeenkomst voor de ontwikkeling van Shattered Steel werd uiteindelijk gesloten met Interplay Entertainment. Brent Oster en Trent Oster verlieten BioWare op dat moment om Pyroteck Studios op te richten, die het ontwikkelen van Shattered Steel vervolgde. Na een jaar werd Pyroteck Studios echter weer ontbonden en keerde Oster terug naar Bioware om het spel af te maken. BioWare's eerste spel werd het jaar daarna gepubliceerd. De uitgave van Shattered Steel's werd door IGN beschreven als een "bescheiden succes" met "fatsoenlijke verkopen". Twee belangrijke punten waren vervormbare terrein en gebiedsschade. Een vervolg van Shattered Steel was gepland voor 1998, maar werd uiteindelijk nooit gerealiseerd.
Bioware's oprichters en personeelsleden waren sterk geïnteresseerd in de varianten van computerrollenspellen. Hun volgende project zou daarom een rollenspel worden. Toen Interplay een "oriënterende ontwikkeling" financierde, presenteerde Bioware de ontwikkelaars een demo genaamd Battleground: Infinity. Interplay suggereerde dat de gedemonstreerde gameplay engine perfect bij de Dungeons & Dragons-licentie paste welke ze hadden verkregen van SSI. Vervolgens werd Infinity omgevormd naar de Dungeons & Dragons-lijn.
Dit resulteerde in Baldur's Gate, welke drie jaar in ontwikkeling was. In deze tijd gingen de drie dokters door met hun medische beroep. Muzyka en Zeschuck besloten later in de ontwikkeling van het spel zich uitsluitend nog op het spel te focussen. Sinds Baldur's Gate werd uitgebracht zijn er meer dan twee miljoen kopieën verkocht. Het succes van het spel is daarmee vergelijkbaar met Diablo. Na het succes van Baldur's Gate, werkte BioWare aan Planescape: Torment en de Icewind Dale-serie in de Infinity Engine. Het succes van Baldur's Gate werd gevolgd door een uitbreidingspakket voor het spel: Tales of the Sword Coast.

### 2000: Onderdeel van EA, Mass Effect en Dragon age
Op dat moment besloot BioWare terug te gaan naar de actiegenre. In eerste instantie wilde het bedrijf een vervolg op Shattered Steel maken, maar uiteindelijk besloten ze een vervolg op MDK van Shiny Entertainment te maken. MDK 2 werd uitgebracht op pc, Dreamcast en uiteindelijk op PlayStation 2. MDK 2 was net zo succesvol als het vorige spel in die serie, maar ondanks dit succes ging Bioware verder met de Baldur's Gate-serie voor hun volgende project.
Baldur's Gate II: Shadows of Amn werd gelanceerd in 2000, twee jaar na de lancering van Baldur's Gate. Er werden van Baldur's Gate II twee miljoen kopieën verkocht. Hiermee evenaarde dit spel het succes van het eerste spel. Ondanks de successen van Baldur's Gate II en MDK 2 was het niet genoeg om de financiën van Interplay te stabiliseren: Interplay ging failliet. Na het faillissement van Interplay begon BioWare samen te werken met Infogrames, wat later hernoemd zou worden naar Atari. Neverwinter Nights zou eigenlijk door Interplay uitgegeven worden, maar deze verloor de licenties van het spel aan Atari en een deel van hun licentie van Dungeons & Dragons aan Bioware. Na de verkoop van hun licentie op D&D aan Atari, ontwikkelde BioWare Star Wars: Knights of the Old Republic en Jade Empire.
In de jaren hierna wijzigde BioWare zijn rechtsvorm een aantal keer. In november van 2005 werd aangekondigd dat BioWare en Pandemic Studios hun krachten zouden gaan bundelen, met investeringen van Elevation Partners. Op 11 oktober 2007 werd echter aangekondigd dat het nieuwe bedrijf (georganiseerd als VG Holding Corp) is gekocht door Electronic Arts. BioWare werd daardoor een onderdeel van EA, maar behield zijn eigen merk.
In 2007 lanceerde BioWare het sciencefiction rollenspel Mass Effect. Het jaar erna lanceerde BioWare Sonic Cronicles: The Dark Brotherhood voor de Nintendo DS. Dit was hun eerste spel voor een draagbare spelcomputer. In het einde van 2009 lanceerde Bioware het fantasy rollenspel Dragon Age: Origins.

### 2010: Muzyka en Zeschuk's vertrek
In januari 2010 werd Mass Effect 2 gelanceerd. Later maakt EA bekend dat BioWare gefuseerd zou worden met Mythic Entertainment, een andere dochteronderneming van EA, zodat ze al hun rollenspelontwikkelaars in een bedrijfsonderdeel hadden.
In 2011 en 2012 heeft BioWare drie grote spellen gelanceerd. De massively multiplayer online role-playing game (MMORPG) Star Wars: The Old Republic is gebaseerd op BioWare's eerdere Star Wars-spel en werd aangekondigd op 21 oktober 2008. De andere spellen zijn Dragon Age II, het vervolg op Dragon Age: Orgins, en Mass Effect 3.
De groei van de MMORPG groep als onderdeel van Electronic Arts in 2008 resulteerde in een toevoeging van drie extra studio's bij de BioWare groep buiten BioWare's thuisbasis in Edmonton. De eerste studio, gevestigd in Austin, Texas, werd bestuurd door Gordon Walton en Richard Vogel, en werd opgericht om aan het Star Wars: The Old Republic MMORPG project te werken. Zowel de studio als het project werden aangekondigd op 13 maart 2006. Op 2 maart 2009 kondigde BioWare aan dat ze een nieuwe studio hadden geopend in Montreal, Quebec om te assisteren met bestaande projecten wanneer nodig. In 2009 werd Mythic Entertainment, gevestigd in Fairfax. Virginia, onderdeel van de RPG/MMO groep, in begin 2010 zou Mythic Entertainment hernoemd worden naar BioWare Mythic.
Op 24 juni 2009 maakte Electronic Arts een reorganisatie van hun RPG en MMO spellenproductie naar een nieuwe groep, waar zowel Mythic Entertainment en BioWare onderdeel van uit zouden maken. Ray Muzyka, mede-oprichter en algemeen directeur van BioWare werd aangewezen als de algemeen directeur van de nieuw gevormde BioWare Group. BioWare's andere medeoprichter, Greg Zeschuk, werd de creatief directeur van de nieuwe MMORPG-studiogroep. Rob Denton werd de algemeen directeur van Mythic, rapporterend aan Muzyka, en werd later de COO van de nieuwe groep. Aan BioWare's studios veranderde niks en bleef rapporteren aan Muzyka.
Na de lancering van Mass Effect 3 in maart 2012 klaagde veel spelers dat het einde niet voldeed aan de beloftes van de ontwikkelaars over het einde van de trilogie. Als reactie op deze klachten maakte BioWare op 5 april bekend dat ze een nieuwe DLC zouden lanceren die het einde uitbreid en aan de meeste punten van kritiek voldeed. De DLC werd op 26 juni 2012 gelanceerd als gratis download. Dat BioWare op deze wijze op de kritiek van fans reageerde werd "wonderbaarlijk" genoemd in media.
Op 18 september 2012, de dag na de officiële bekendmaking van Dragon Age: Inquisition, het derde spel in de Dragon Age-serie, maakte de twee overgebleven mede-oprichters van BioWare, Ray Muzyka en Greg Zeschulk, bekend dat ze met pensioen gingen uit de spelindustrie. Na bijna een jaar zonder een formele directeur benoemde EA op 9 september 2013 Matthew Bromberg tot de algemeen directeur van de BioWare groep. Hij was de voormalig directeur en president van Major League Gaming en werkte sinds 2012 als algemeen directeur voor BioWare Austin. Na zijn promotie nam Jeff Hickman de functie als algemeen directeur van BioWare Austin op zich. Aaryn Flynn bleef aan de top van BioWare Canada (Edmonton en Montreal) en Jon Van Caneghem, directeur van Victory Games en Waystone Studios (ook onderdeel van BioWare).
Na de verkrijging en ontmanteling van LucasArts maakte The Walt Disney Company in mei 2013 bekend dat Electronic Arts de toekomstige Star Wars games gaat produceren, in aanvulling op het BioWare team, dat reeds spellen voor de Star Wars franchise ontwikkelde. In november 2013 werden teaserafbeeldingen van het nieuwe Mass Effect spel vrijgegeven. Op E3 2014 maakte BioWare Edmonton bekend dat ze werkte aan een nieuwe (naamloze) originele intellectueel eigendom in aanvulling op hun bestaande serie. Een nieuw IP, genaamd Shadow Realms werd aangekondigs op Gamescom 2014. Op 9 februari 2015 maakte BioWare Austin bekend dat ze niet verdergingen met de ontwikkeling van Shadow Realms.
Casey Hudson, de maker van de Mass Effect-serie, verliet BioWare in mei 2015, echter keerde Drew Karpyshyn, schrijver van Star Wars: Knights of the Old Republic, terug in 2015. Dragon Age-schrijver David Gaider verliet BioWare in januari 2016. Chris Wynn en Chris Schlerf, beide hadden een belangrijke rol in de ontwikkeling van Mass Effect: Andromeda, verlieten BioWare in december 2015 en februari 2016.

## Ontwikkelde spellen
De volgende spellen zijn ontwikkeld door BioWare Edmonton (voor 2006 BioWare), BioWare Montreal en BioWare Austin.
| Release | Titel                                  | Platform                                                  |
| ------- | -------------------------------------- | --------------------------------------------------------- |
| 1996    | Shattered Steel                        | MS-DOS, Mac OS                                            |
| 1998    | Baldur's Gate                          | Mac OS, Windows                                           |
| 2000    | MDK2                                   | Dreamcast, PlayStation 2, WiiWare, Windows                |
| 2000    | Baldur's Gate II: Shadows of Amn       | Mac OS, Windows                                           |
| 2002    | Neverwinter Nights                     | Linux, Mac OS, Windows                                    |
| 2003    | Star Wars: Knights of the Old Republic | Linux, Mac OS, Windows                                    |
| 2005    | Jade Empire                            | Mac OS X, Windows, Xbox, Xbox 360                         |
| 2007    | Mass Effect                            | Windows, Xbox 360                                         |
| 2008    | Sonic Chronicles: The Dark Brotherhood | Nintendo DS                                               |
| 2009    | Mass Effect Galaxy                     | iOS                                                       |
| 2009    | Dragon Age: Origins                    | Mac OS X, PlayStation 3, Windows, Xbox 360                |
| 2010    | Mass Effect 2                          | PlayStation 3, Windows, Xbox 360                          |
| 2011    | Dragon Age II                          | Mac OS X, PlayStation 3, Windows, Xbox 360                |
| 2011    | Star Wars: The Old Republic            | Windows                                                   |
| 2012    | Mass Effect 3                          | PlayStation 3, Wii U, Windows, Xbox 360                   |
| 2014    | Dragon Age: Inquisition                | PlayStation 3, PlayStation 4, Windows, Xbox 360, Xbox One |
| 2017    | Mass Effect: Andromeda                 | PlayStation 4, Windows, Xbox One                          |
| 2019    | Anthem                                 | PlayStation 4, Windows, Xbox One                          |